# Sanada Hiroyuki
Shimozawa Hiroyuki (tiếng Nhật: 下澤 廣之), thường được biết đến với nghệ danh Sanada Hiroyuki MBE (tiếng Nhật: 真田 広之, Chân Điền Quảng Chi, sinh ngày 12 tháng 10 năm 1960), là một nam diễn viên người Nhật Bản. Sinh ra và lớn lên ở Tokyo, Sanada đã có những vai diễn đáng chú ý từ các bộ phim ở quê nhà, trước khi thành danh tại châu Á thông qua một số bộ phim nổi tiếng được công chúng đón nhận. Năm 2003, vai diễn Uijo trong Võ sĩ đạo cuối cùng đã mở ra một trang mới trong sự nghiệp diễn xuất của ông. Bên cạnh đó, với vai diễn chàng ngốc trong vở kịch Vua Lia của William Shakespeare (1999–2000), ông cũng nhận được sự chú ý lớn từ khán giả và được trao tặng Huân chương Đế quốc Anh.
Kể từ sau năm 2003, Sanada đã tham gia diễn xuất nhiều bộ phim của Hollywood gồm Sunshine (2007), Vua tốc độ (2008), Người sói Wolverine (2013), 47 Ronin (2013), Minions (2015), Mầm sống hiểm họa (2017), Avengers: Hồi kết (2019), Mortal Kombat: Cuộc chiến sinh tử (2021), Army of the Dead (2021), Bullet Train: Sát thủ đối đầu (2022) và Sát thủ John Wick: Phần 4 (2023). Ngoài ra, ông cũng tham gia diễn xuất bộ phim truyền hình Thế giới miền Tây (2018 – 2020) và Shogun (2024), vai diễn giúp ông giành giải Primetime Emmy cho Nam diễn viên phim truyền hình chính kịch xuất sắc nhất.
Trong suốt sự nghiệp của mình, Sanada nhận được nhiều giải thưởng cao quý, bao gồm hai giải thưởng phim Hochi, hai giải Viện Hàn lâm Nhật Bản, hai giải Primetime Emmy cùng vô số những giải thưởng khác. Năm 2018, ông được Chính phủ Nhật Bản trao tặng Huân chương danh dự cho những đóng góp lớn của ông về thành tựu nghệ thuật.